# ادوارد سولا
ادوارد سولا (اسپانیایی: Eduard Sola‎؛ زادهٔ ۱۹۸۹) فیلم‌نامه‌نویس اهل اسپانیا است و بابت همکاری‌اش با سسک گای شناخته می‌شود.
از فیلم‌هایی که وی در آن‌ها نقش داشته است، می‌توان به ایلدگارت اشاره نمود.
وی برندهٔ جوایزی چون «جایزهٔ چشمان منتقد»، جایزه گائودی و «جایزه گویا برای بهترین فیلم‌نامه غیراقتباسی» شده است.